# Banjarejo (Panekan)
Banjarejo is een bestuurslaag in het regentschap Magetan van de provincie Oost-Java, Indonesië. Banjarejo telt 3447 inwoners (volkstelling 2010).